# Puits-et-Nuisement
Puits-et-Nuisement – miejscowość i gmina we Francji, w regionie Grand Est, w departamencie Aube.
Według danych na rok 1990 gminę zamieszkiwały 204 osoby, a gęstość zaludnienia wynosiła 17 osób/km².

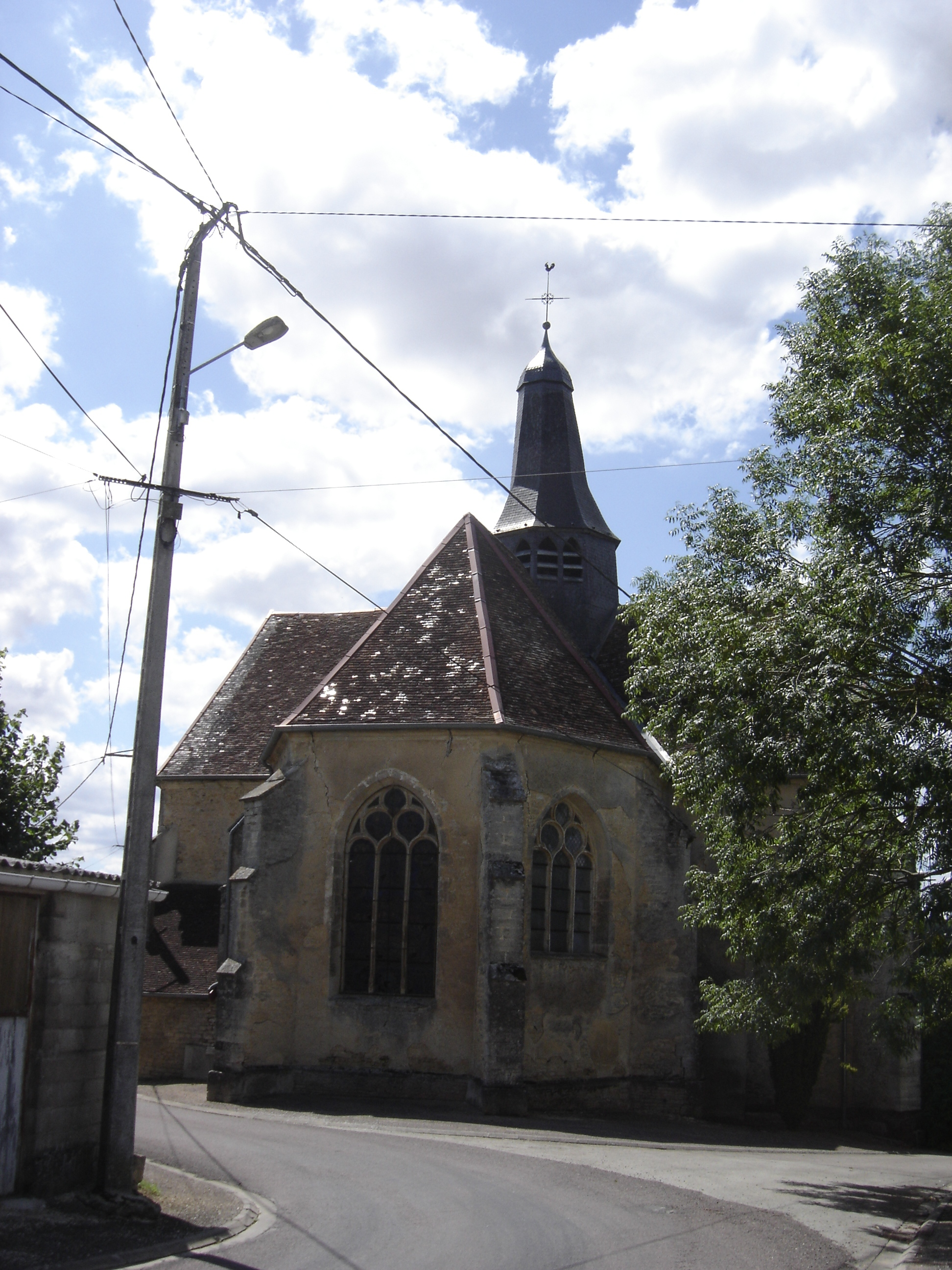
Kościół w Puits-et-Nuisement, 2009